# Dydak Alojzy de San Vitores
Dydak Alojzy de San Vitores, również Jakub Alojzy de San Vitores (ur. 12 listopada 1627 w Burgos, zm. 2 kwietnia 1672 na wyspie Guam – hiszpański jezuita (SJ), męczennik chrześcijański, błogosławiony Kościoła katolickiego.

## Życiorys
Jego rodzice chcieli aby zrobił karierę wojskową, jednak został jezuitą wstępując do nowicjatu w 1640. 23 grudnia 1653 roku otrzymał święcenia kapłańskie. W roku 1659 został skierowany na misję na Filipiny. Odbywał ją na wyspie Guam, gdzie założył pierwszy katolicki kościół 2 lutego 1669 roku. Poniósł śmierć męczeńską 2 kwietnia 1672 roku w wieku 45 lat. Razem z nim zginął Pedro Calungsod który miał około 18 lat.
Został beatyfikowany przez papieża Jana Pawła II w dniu 6 października 1985 i na ten dzień wyznaczono jego wspomnienie liturgiczne.